# مائورو ژونیور
مائورو ژونیور (پرتغالی: Mauro Júnior؛ زادهٔ ۶ مهٔ ۱۹۹۹) بازیکن فوتبال اهل برزیل است.
وی همچنین در تیم‌های ملی فوتبال زیر ۱۵ سال برزیل، زیر ۱۷ سال برزیل، و زیر ۲۳ سال برزیل بازی کرده‌است.